# Église Saint-Pierre-ès-Liens de Breuil-la-Réorte
L'église Saint-Pierre-ès-Liens est une église située à Breuil-la-Réorte, dans le département français de la Charente-Maritime en région Nouvelle-Aquitaine.

## Historique
L'église dépendait de l'abbaye d'Ebreuil, au diocèse de Clermont. Elle conserve des restes gothiques.
L'église est classée au titre des monuments historiques par arrêté du 21 juin 1958.

## Galerie

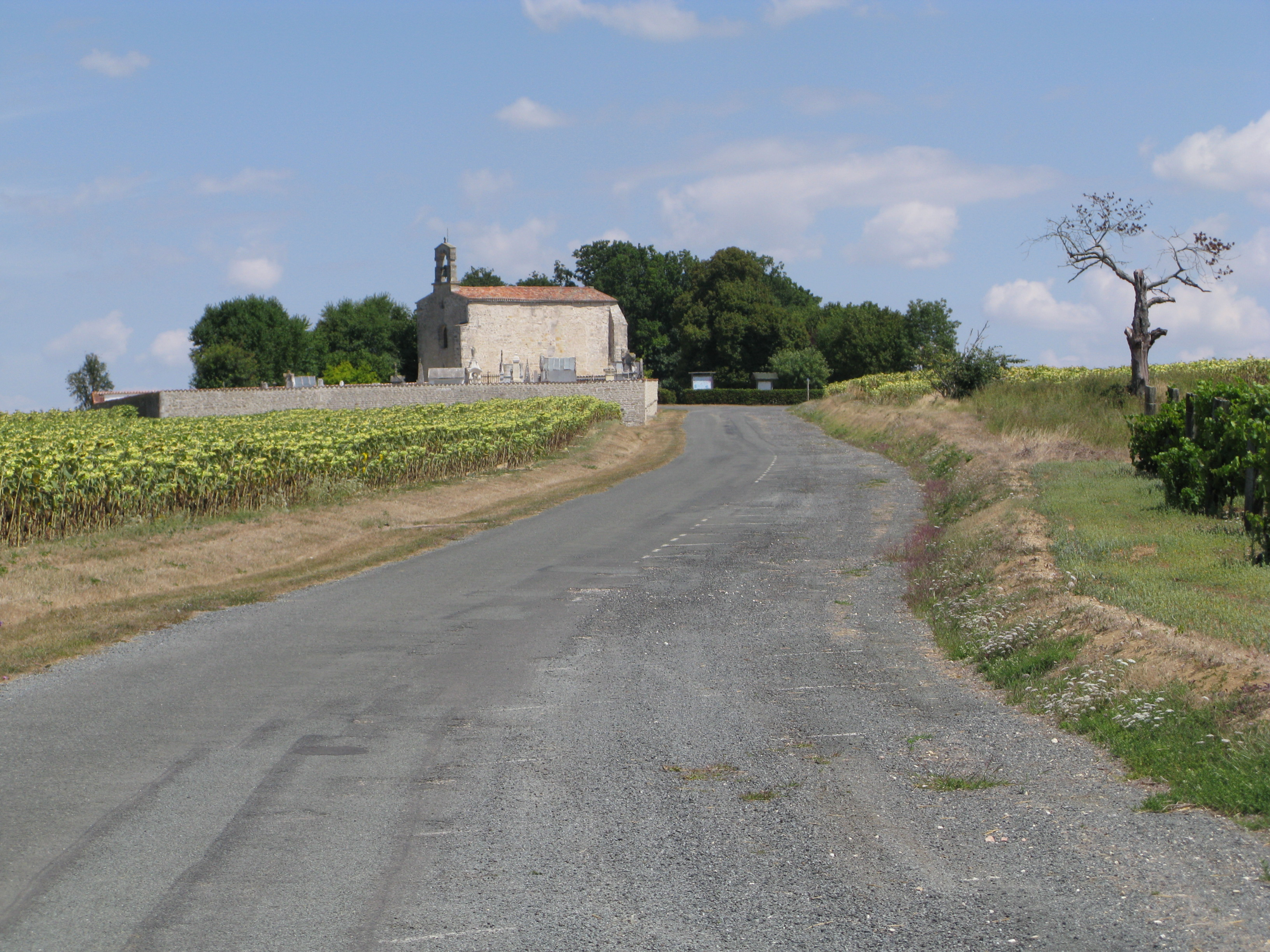